# Muhammad Shah
Mirza Nasir-ud-Din Muḥammad Shah (tên khai sinh là Roshan Akhtar; 7 tháng 8 năm 1702 – 26 tháng 4 năm 1748) là hoàng đế thứ 13 của Đế quốc Mogul, trị vì từ năm 1719 đến năm 1748.